# Africophilus
Africophilus es un género de coleópteros adéfagos  perteneciente a la familia Dytiscidae.

## Especies
- Africophilus bartolozzii	Rocchi 1991
- Africophilus basilewskyi	Bilardo 1976
- Africophilus cesii	Janfilippo & Franciscolo 1988
- Africophilus congener	Omer & Cloudsley-Thompson 1970
- Africophilus inopinatus	Guignot 1948
- Africophilus montalentii	Janfilippo & Franciscolo 1988
- Africophilus nesiotes	Guignot 1951
- Africophilus omercooperae	Franciscolo 1994
- Africophilus pauliani	Legros 1950
- Africophilus sanfilippoi	Franciscolo 1994
- Africophilus sinuaticauda	Franciscolo 1994
- Africophilus stoltzei	Holmen 1984
- Africophilus uzungwai	Holmen 1984
- Africophilus walterrossii	Janfilippo & Franciscolo 1988